# Сел Мінео
Салваторе «Сел» Мінео-молодший (англ. Salvatore "Sal" Mineo, Jr.; нар. 10 січня 1939, Бронкс, Нью-Йорк, США — пом. 12 лютого 1976, Західний Голлівуд, Каліфорнія, США) — американський актор театру і кіно, дворазовий номінант премії «Оскар» за найкращу чоловічу роль другого плану.

## Вбивство
12 лютого 1976 року Сел повертався додому після репетиції в театрі, коли на нього напав злочинець і завдав ножового поранення, яке вразило серце, що призвело до сильної внутрішньої кровотечі. У результаті отриманої рани Сел Мінео помер.
У березні 1979 року вбивцю Села, рознощика піци Лайонела Рея Вільямса, засудили до 57 років тюремного ув'язнення за це вбивство і ще десять пограбувань у тій самій місцевості, де він вбив Мінео.

## Особисте життя
В інтерв'ю 1972 року Сел Мінео підтвердив власну бісексуальність.

## Фільмографія
| Рік  |   | Українська назва   | Оригінальна назва     | Роль          |
| ---- | - | ------------------ | --------------------- | ------------- |
| 1955 | ф | Бунтар без причини | Rebel Without a Cause | Джон Кроуфорд |
| 1960 | ф | Вихід              | Exodus                | Дов Ландау    |